# Şefaatli (district)
Şefaatli is een Turks district in de provincie Yozgat en telt 19.915 inwoners (2007). Het district heeft een oppervlakte van 826,6 km². Hoofdplaats is Şefaatli.
De bevolkingsontwikkeling van het district is weergegeven in onderstaande tabel.
| 1997   | 2000   | 2007   |
| ------ | ------ | ------ |
| 25.544 | 30.013 | 19.915 |